# 149243 Dorothynorton
149243 Dorothynorton è un asteroide della fascia principale. Scoperto nel 2002, presenta un'orbita caratterizzata da un semiasse maggiore pari a 2,3189718 UA e da un'eccentricità di 0,1106875, inclinata di 2,55980° rispetto all'eclittica.